# 世田谷警察署
世田谷警察署（せたがやけいさつしょ）は、警視庁が管轄する警察署の一つである。第三方面本部所属。署員数約400名の大規模警察署であり、署長は警視正。
世田谷区の東部および目黒区のごく一部を管轄している。
識別章所属表示はOA。

## 所在地
- 東京都世田谷区三軒茶屋二丁目4番4号
  - 最寄駅：東急電鉄田園都市線・世田谷線三軒茶屋駅

## 管轄区域
世田谷区の世田谷地域の大部分と、目黒区東山の一部を管轄。
世田谷区
- 池尻一・二・三丁目、四丁目の一部（四丁目33番、34番の一部、35番から39番は北沢警察署の管轄）
- 三宿一・二丁目（全域）
- 太子堂一・二・三・四・五丁目（全域）
- 若林一・二・三・四・五丁目（全域）
- 三軒茶屋一・二丁目（全域）
- 世田谷一・二・三・四丁目（全域）
- 桜一・二・三丁目（全域）
- 桜丘一・二・三・四・五丁目（全域）
- 下馬一・二・三・四・五・六丁目（全域）
- 野沢一・二・三・四丁目（全域）
- 上馬一・二・三・四・五丁目（全域）
- 駒沢一丁目の一部（1番から19番）、二丁目（一丁目20番から24番、三・四・五丁目は玉川警察署の管轄）
- 弦巻一・二・三・四・五丁目（全域）

目黒区
- 東山二丁目の一部（26番の一部）（一丁目と前記以外の二丁目は目黒警察署の管轄）

## 沿革
- 1910年（明治43年）3月1日：品川警察署世田谷分署開設。
- 1922年（大正11年）9月1日：世田谷警察署に昇格。
- 1925年（大正14年）10月26日：目黒警察署開設。本署より分離開設。
- 1935年（昭和10年）10月15日：玉川警察署開設。本署より分離開設。
- 1946年（昭和21年）3月15日：成城警察署開設。本署より分離開設。
- 1948年（昭和23年）9月15日：北沢警察署開設。本署より分離開設。
- 1976年（昭和51年）9月4日：現在地に新築移転

## 組織
- 警務課
- 会計課
- 交通課
- 警備課
- 地域課
- 刑事組織犯罪対策課
- 生活安全課

## 交番
- 上馬交番（世田谷区上馬四丁目2番1号）
- 世田谷交番（世田谷区世田谷四丁目7番10号）
- 三軒茶屋交番（世田谷区太子堂四丁目22番1号）
- 若林交番（世田谷区上馬五丁目40番18号）
- 下馬四丁目交番（世田谷区下馬四丁目13番5号）
- 松ケ丘交番（世田谷区桜三丁目1番1号）
- 桜丘交番（世田谷区桜丘五丁目17番17号）
- 三宿交番（世田谷区池尻二丁目4番15号）

## 駐在所
- 桜木駐在所（世田谷区桜一丁目11番4号）

## 地域安全センター
- 太子堂地域安全センター（世田谷区太子堂三丁目18番1号） - 2007年（平成19年）4月1日に太子堂交番から転換。
- 野沢地域安全センター（世田谷区野沢四丁目1番18号） - 2007年（平成19年）4月1日に野沢交番から転換。